# Templo de Fráncfort
El Templo de Fráncfort es uno de los templos construidos y operados por La Iglesia de Jesucristo de los Santos de los Últimos Días, el número 41 construido por la iglesia, el segundo de Alemania después del templo de Freiberg y el quinto construido en Europa, ubicado en Friedrichsdorf, una localidad al norte de Fráncfort del Meno. La arquitectura del templo de Fráncfort es fundamentalmente similar al diseño de seis pináculos usado para el templo de Boise, el templo de la Ciudad de Guatemala y el templo de Chicago, entre otros, con la salvedad que solo se le construyó un pináculo, en vez de seis.

## Construcción
En la conferencia general de la iglesia SUD de abril de 1981, la Primera Presidencia de la iglesia SUD anunció públicamente los planes de construir un templo en la República Federal de Alemania. Seguido el anuncio público, la iglesia en ese país buscó un terreno adecuado, hasta que cuatro años después, el 1 de julio de 1985, el apóstol mormón Gordon B. Hinckley presidió en la ceremonia de la primera palada y la dedicación eclesiástica del terreno. Por su cercanía, el templo de Fráncfort da servicio a los miembros de la Iglesia en Dortmund, Düsseldorf, Hamburgo, Hanóver, Heidelberg, Múnich, Neumünster, Núremberg, Stuttgart, así como aquellos provenientes de París, Salzburgo, Viena, Belgrado, Liubliana, Baréin y Zagreb. El exterior del templo es de granito blanco con techo de cobre.

## Dedicación

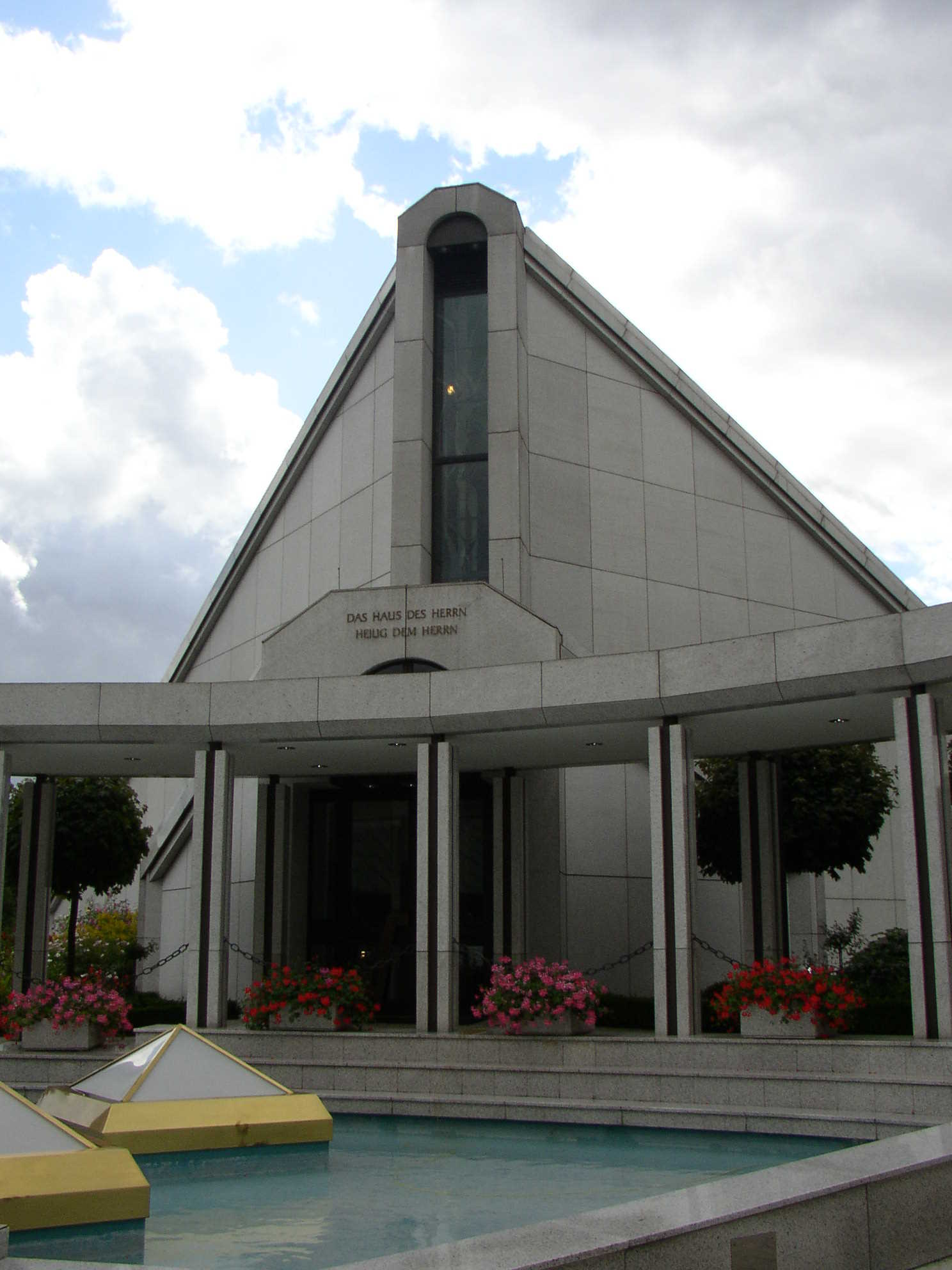
Fachada del templo de Fráncfort.

El templo SUD de la ciudad de Fráncfort fue dedicado para sus actividades eclesiásticas en once sesiones, del 28 al 30 de agosto de 1987, por el entonces presidente de la iglesia Ezra Taft Benson. Unos 12.500 miembros de la iglesia e invitados asistieron a la ceremonia de dedicación, que incluye una oración dedicatoria. Anterior a ello, desde el 29 de julio al 8 de agosto de ese mismo año, la iglesia permitió un recorrido público de las instalaciones y del interior del templo al que asistieron más de 70.000 visitantes.

## Características
Los templos de la Iglesia de Jesucristo de los Santos de los Últimos Días son construidos con el fin de proveer ordenanzas y ceremonias consideradas sagradas para sus miembros y necesarias para la salvación individual y la exaltación familiar. No son edificios de adoración sacramental semanal y se reserva su uso para los miembros bautizados que son dignos, basado en una recomendación emitida por las autoridades locales de la iglesia.
El templo de Frankfurt está erigido sobre un terreno de 20,000 m² y tiene un total de 2.245 metros cuadrados de construcción, cuenta con cuatro salones para dichas ordenanzas SUD y cinco salones de sellamientos matrimoniales. Anterior al templo de Fráncfurt, la iglesia SUD construyó un templo en Freiberg en 1985.